# Sportjahr 1909
Liste der Sportjahre

◄◄ | ◄ | 1905 | 1906 | 1907 | 1908 | Sportjahr 1909 | 1910 | 1911 | 1912 | 1913 | ► | ►►

Weitere Ereignisse

## Ereignisse

### Badminton
Höhepunkte des Badmintonjahres 1909 waren die All England, die Irish Open, die Scottish Open und die French Open.

#### Internationale Veranstaltungen
| Veranstaltung | Herreneinzel       | Dameneinzel            | Herrendoppel                          | Damendoppel                       | Mixed                                             |
| ------------- | ------------------ | ---------------------- | ------------------------------------- | --------------------------------- | ------------------------------------------------- |
| All England   | Frank Chesterton   | Meriel Lucas           | Frank Chesterton Albert Davis Prebble | G. L. Murray Meriel Lucas         | Albert Davis Prebble Penelope Dora Harvey Boothby |
| French Open   | Frank Chesterton   | Lavinia Clara Radeglia | George Alan Thomas Guy Sautter        | Margaret Larminie Mary K. Bateman | George Alan Thomas Mary K. Bateman                |
| Irish Open    | Arthur Cave        | -                      | Frank Chesterton George Alan Thomas   | Hazel Hogarth Mary K. Bateman     | George Alan Thomas Hazel Hogarth                  |
| Scottish Open | George Alan Thomas | -                      | George Alan Thomas Hugh Comyn         | Meriel Lucas G. L. Murray         | George Alan Thomas G. L. Murray                   |

### Cricket
- 15. Juni: Repräsentanten der drei Cricketnationen Australien, England und Südafrika gründen im Londoner Lord’s Cricket Ground die Imperial Cricket Conference (den heutigen International Cricket Council, ICC).

### Fußball

Die siegreiche Finalelf Mitteldeutschlands

- In Deutschland wird mit sieben Verbänden der erste Kronprinzenpokal im Fußball ausgespielt. Sieger des Kronprinzenpokal 1908/09 wird im Finale gegen Berlin am 18. April der Verband Mitteldeutscher Ballspiel-Vereine.
- Der Fußballklub Borussia Dortmund wird gegründet.

### Hockey
- 31. Dezember: In Bonn wird der Deutsche Hockey-Bund gegründet.

### Leichtathletik

#### Leichtathletikrekorde

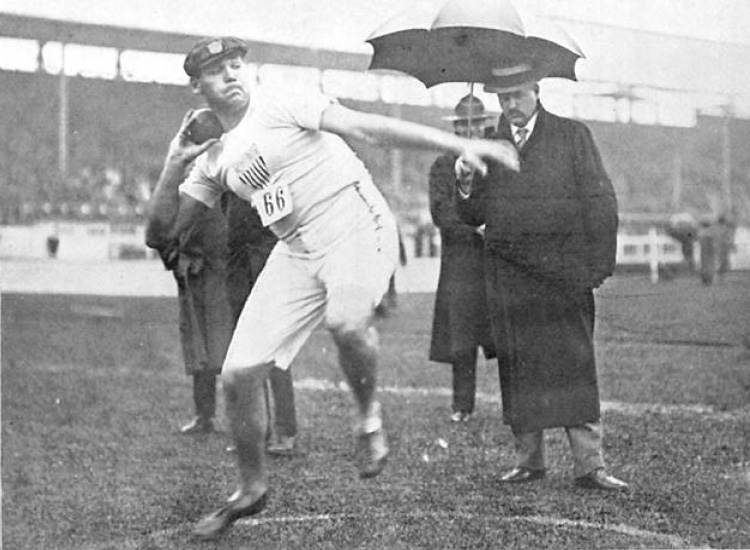
Ralph Rose

- 21. August: Ralph Rose (USA) stößt im Kugelstoßen der Herren 15,54 m und übertrifft damit als erster die 50-Fuß-Marke, ein Rekord der 16 Jahre halten wird.
- 31. August: Thure Johannsson (Schweden) läuft den Marathon der Herren in 2:40:35 h.
- Charlotte Hand (USA) springt im Dreisprung der Damen in Poughkeepsie 8,80 m.

### Radsport
- 15. März: Das erste Sechstagerennen des Radsports in Europa, das Berliner Sechstagerennen, wird in den Berliner Ausstellungshallen am Zoo gestartet.

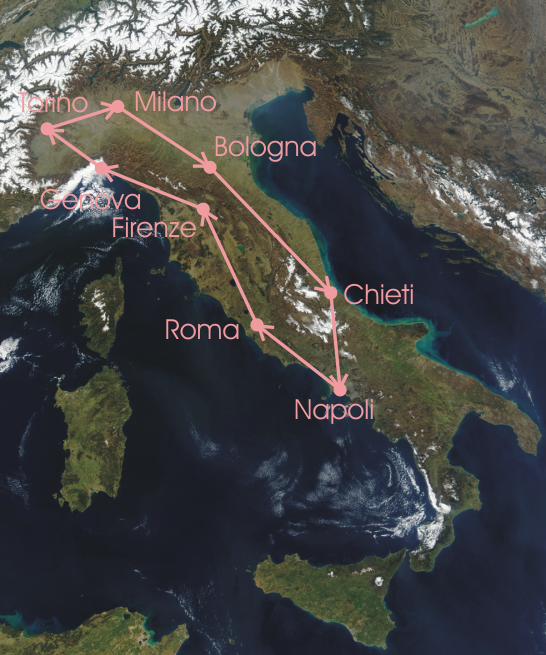
Streckenverlauf des Giro

- 13. Mai: In Mailand wird der erste Giro d’Italia gestartet, den am 30. Mai nach acht zurückgelegten Etappen Luigi Ganna gewinnt.
- 5. Juli – 1. August: Der Luxemburger François Faber gewinnt die Tour de France 1909. Er ist damit der erste Nichtfranzose, der dieses Etappenrennen für sich entscheiden kann.

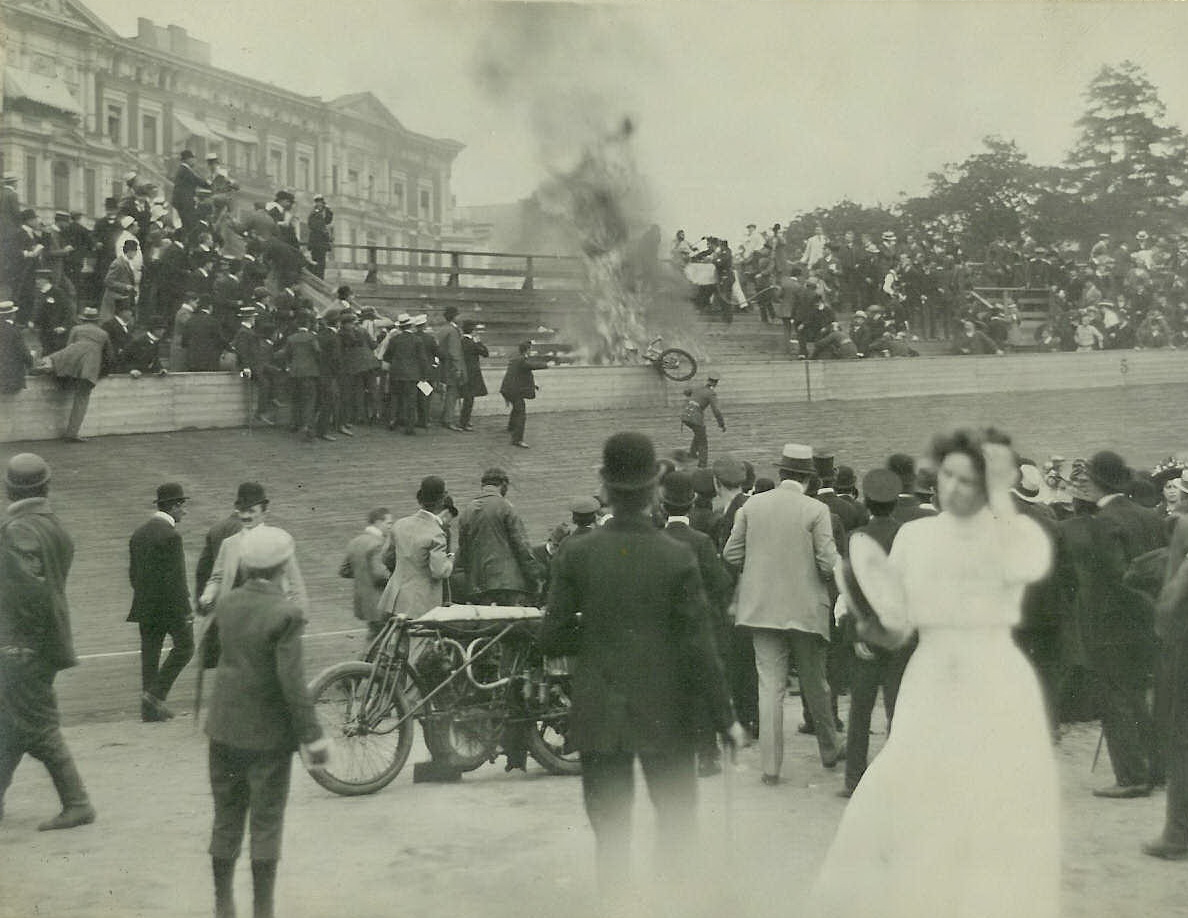
Die Rennbahnkatastrophe von Berlin

- 18. Juli: Bei der durch den Sturz des Schrittmachers Werner Krüger ausgelösten Rennbahnkatastrophe von Berlin auf der Berliner Radrennbahn „Botanischer Garten“ kommen neun Zuschauer ums Leben und über 40 Menschen werden schwer verletzt. Damit ist dieses Unglück das schlimmste, das in Deutschland jemals im Radsport geschehen ist.
- 29. August: Das Radrennen Berlin–Cottbus–Berlin wird erstmals durchgeführt.
- August: UCI-Bahn-Weltmeisterschaften 1909
- Oktober: Giovanni Cuniolo gewinnt die Lombardei-Rundfahrt.
- Die Olympia’s Tour in den Niederlanden wird erstmals ausgetragen.

### Ringen
- Inoffizielle Ringer-Europameisterschaften 1909
- Ringer-Weltmeisterschaften 1909

### Rudern
- 3. April: Oxford besiegt Cambridge im Boat Race in 19′05″.

### Rugby
- 4. Dezember: Der erste Grey Cup, das Meisterschaftsendspiel der Canadian Rugby Union, später der Canadian Football League, wird ausgetragen. Erste Gewinnerin ist die University of Toronto.
- Home Nations Championship 1909 der Rugby Union

### Schwimmen

#### Schwimmrekorde
- 18. April: Robert Andersson, Schweden, schwimmt die 200 Meter Brust in 03:08,3.
- 27. Juni: Oskar Schiele, Deutsches Kaiserreich, schwimmt die 200 Meter Rücken in 03:04,4.
- 30. September: Félicien Courbet, Belgien, schwimmt die 100 Meter Brust in 01:22,6.

### Wintersport

#### Eishockey
- Der Coupe de Chamonix wird erstmals durchgeführt. Der Princes Ice Hockey Club aus England gewinnt das Turnier mit vier Siegen aus ebenso vielen Spielen.
- Der HC Bellerive Vevey wird erster Schweizer Meister.
- Die Englische Eishockeyauswahl und die Schottische Eishockeyauswahl werden gegründet.

#### Eiskunstlauf
- Eiskunstlauf-Weltmeisterschaften 1909
- Eiskunstlauf-Europameisterschaft 1909
- Ulrich Salchow erfindet den nach ihm benannten Sprung.

#### Eisschnelllaufrekorde
- 30. Januar: Oscar Mathisen, Norwegen, läuft die 1000 Meter Eisschnelllauf in Davos in 1:31,8 min, ein Rekord, der bis 1930 halten wird.

#### Ski nordisch
- 6. bis 14. Februar:  In Stockholm werden nach 1901 und 1905 neuerlich Nordische Spiele durchgeführt.
- Der Norweger Oscar Gundersen erreicht beim Skispringen auf den Chippewa Falls Ski Jumps in Chippewa Falls, USA, 42 Meter.
- Der Norweger Harald Smith erreicht beim Skispringen auf dem Trampolino Campo Smith in Bardonecchia, Italien, 43 Meter.
- Der Norweger Harald Smith erreicht beim Skispringen auf der Bolgenschanze in Davos, Schweiz, 45 Meter.

### Vereinsgründungen
- 1. April: Der FC Thüringen Weida wird gegründet.
- 4. April: Der brasilianische Fußballklub SC Internacional wird in Porto Alegre gegründet.
- 1. Mai: Der Grazer Fußballclub „Sturm“ wird in der Grazer Pestalozzistraße gegründet. Der Name kommt angeblich vom zu diesem Zeitpunkt in Graz herrschenden Sturm.
- 5. September: Der Sportverein SV Viktoria 09 Stolp wird gegründet.
- 7. September: Im baskischen San Sebastián wird der Fußballclub Sociedad de Fútbol gegründet.
- 16. September: In Wien findet die konstituierende Generalversammlung des jüdischen Sportvereins SC Hakoah Wien statt.
- 12. Oktober: Der Coritiba Football Club wird gegründet. Am 23. Oktober trägt er sein erstes offizielles Spiel aus.
- 19. Dezember: Der Ballspielverein Borussia Dortmund wird gegründet.
- Der Mehrsportverein Helsingin Kisa-Veikot in Helsinki wird gegründet.

### Sportstätten
- 24. Oktober: In der französischen Hauptstadt wird das Stade de Paris eröffnet.
- 10. November: Die weltweit erste Freiluftkunsteisbahn wird in Österreich als Eislaufplatz Engelmann im Wiener Stadtteil Hernals eröffnet. Das Eishockey in Wien erhält damit einen starken Aufschwung. Die Anlage hat der sportlich aktive Ingenieur Eduard Engelmann junior konstruiert. Sie wird später Spielstätte des EK Engelmann Wien.

### Sonstiges
- 26. Oktober: Das Comité Olímpico de Portugal wird gegründet.

## Geboren

### Januar
- 01. Januar: Marcel Balsa, französischer Automobilrennfahrer († 1984)
- 02. Januar: Umberto Bonadè, italienischer Ruderer († 1992)
- 02. Januar: Riccardo Cassin, italienischer Bergsteiger und Unternehmer († 2009)
- 03. Januar: Daniel Dean, US-amerikanischer Leichtathlet († 2004)
- 03. Januar: Ruth Engelhard, deutsche Leichtathletin († 1975)
- 04. Januar: Cilly Aussem, deutsche Tennisspielerin († 1963)
- 04. Januar: Eugen Göggel, deutscher Turner († unbekannt)
- 06. Januar: Scotty Rankine, kanadischer Leichtathlet († 1995)
- 06. Januar: Hans Trauttenberg, österreichisch-britischer Eishockeyspieler († 1985)
- 09. Januar: Harold Manning, US-amerikanischer Leichtathlet († 2003)
- 13. Januar: Helm Glöckler, deutscher Automobilrennfahrer († 1993)
- 15. Januar: Hans Esser, deutscher Fechter († unbekannt)
- 16. Januar: Ellen King, britische Schwimmerin († 1994)
- 17. Januar: Willi Horn, deutscher Kanute († 1989)
- 19. Januar: Ewald Kluge, deutscher Motorradrennfahrer († 1964)
- 25. Januar: Reinhold Münzenberg, deutscher Fußballspieler († 1986)
- 26. Januar: Sverre Brodahl, norwegischer Skisportler († 1998)
- 30. Januar: Hans Ertl, österreichischer Eishockeyspieler († 1978)
- 31. Januar: Gregor Hradetzky, österreichischer Kanute († 1985)
- 31. Januar: Kurt Krötzsch, deutscher Turner († unbekannt)
- 000Januar: Guillermo Douglas, uruguayischer Ruderer († 1967)

### Februar
- 01. Februar: Roger Bureau, belgischer Eishockeyspieler und Eisschnellläufer († 1945)
- 07. Februar: Willy Bogner senior, deutscher Skisportler († 1977)
- 07. Februar: Antonio Sande, argentinischer Leichtathlet († unbekannt)
- 08. Februar: Daniel Joubert, südafrikanischer Leichtathlet († 1997)
- 08. Februar: Ferenc Tóth, ungarischer Ringer († 1981)
- 09. Februar: Fergus Anderson, britischer Motorradrennfahrer († 1956)
- 11. Februar: Max Baer, US-amerikanischer Boxer († 1959)
- 13. Februar: John Garrison, US-amerikanischer Eishockeyspieler († 1988)
- 13. Februar: Kazimierz Kucharski, polnischer Leichtathlet († 1995)
- 15. Februar: Jenny Addams, belgische Florettfechterin († 1990)
- 15. Februar: Guillermo Gorostiza, spanischer Fußballspieler († 1966)
- 15. Februar: Kitani Tokuo, japanischer Eisschnellläufer († 1947)
- 17. Februar: Margret Mund, deutsche Wasserspringerin († 1993)
- 17. Februar: Francis Spain, US-amerikanischer Eishockeyspieler († 1977)
- 18. Februar: Matti Järvinen, finnischer Speerwerfer († 1985)
- 19. Februar: Harold Smith, US-amerikanischer Wasserspringer († 1958)
- 20. Februar: Henryk Przeździecki, polnischer Eishockey- und Fußballspieler († 1977)
- 21. Februar: Auguste Jordan, österreichischer und französischer Fußballspieler († 1990)
- 22. Februar: Danny Biasone, US-amerikanischer NBA-Teambesitzer, Basketballpionier († 1992)
- 25. Februar: Édward Gardère, französischer Fechter († 1997)
- 26. Februar: Ralph Berzsenyi, ungarischer Sportschütze († 1978)
- 26. Februar: Yves Van Massenhove, belgischer Radrennfahrer († 1990)
- 28. Februar: Frank Righeimer, US-amerikanischer Fechter († 1998)

### März
- 02. März: Kaarlo Väkevä, finnischer Boxer († 1932)
- 04. März: Bertil von Wachenfeldt, schwedischer Leichtathlet († 1995)
- 05. März: Floyd Davis, US-amerikanischer Automobilrennfahrer († 1977)
- 05. März: Leo Nielsen, dänischer Radrennfahrer († 1968)
- 05. März: Richard Steere, US-amerikanischer Fechter († 2001)
- 06. März: Bill Schindler, US-amerikanischer Automobilrennfahrer († 1952)
- 10. März: Anton Rom, deutscher Ruderer († 1994)
- 10. März: Eric Wennström, schwedischer Leichtathlet († 1990)
- 12. März: Reidar Sørlie, norwegischer Leichtathlet († 1969)
- 13. März: Nicolò Vittori, italienischer Ruderer († 1988)
- 17. März: Hermann Weiß, österreichischer Eishockeytorhüter († 1969)
- 18. März: Wolfgang Weber, deutscher Schachspieler († 1981)
- 19. März: Attilio Demaría, argentinisch-italienischer Fußballspieler und -trainer († 1990)
- 19. März: Rudolf Hiden, österreichischer und französischer Fußballspieler († 1973)
- 20. März: Gunnar Bergh, schwedischer Leichtathlet († 1986)
- 22. März: Josefine Lauterbach, österreichische Leichtathletin, Handball- und Fußballspielerin († 1972)
- 22. März: Walter Motz, deutscher Skilangläufer († 1999)
- 22. März: Marquard Slevogt, deutscher Eishockeyspieler († 1980)
- 23. März: Carlo Agostoni, italienischer Fechter († 1972)
- 26. März: Paco Bienzobas, spanischer Fußballspieler und -schiedsrichter († 1981)
- 26. März: Rudolf Troppert, österreichischer Gewichtheber († 1999)
- 28. März: Hans Baumann, österreichischer Skilangläufer und Nordischer Kombinierer († unbekannt)
- 28. März: Robert Breiter, Schweizer Eishockeyspieler († 1985)
- 28. März: Erich Hanisch, deutscher Kanute († unbekannt)
- 29. März: Adolf Aebersold, Schweizer Leichtathlet († unbekannt)
- 30. März: Alan Morgan, US-amerikanischer Segler († 1984)
- 31. März: Johann Tauscher, österreichischer Feldhandballspieler († 1979)

### April
- 01. April: William Whitehouse, britischer Automobilrennfahrer († 1957)
- 03. April: Jaroslav Štork, tschechoslowakischer Leichtathlet († 1980)
- 05. April: Erwin Wegner, deutscher Leichtathlet († 1945)
- 06. April: Estella Agsteribbe, niederländische Turnerin († 1943)
- 06. April: Hermann Lang, deutscher Automobilrennfahrer († 1987)
- 07. April: Peter Zaremba, US-amerikanischer Leichtathlet († 1994)
- 09. April: John Steele, US-amerikanischer Skispringer († 1996)
- 10. April: Clarke Hinkle, US-amerikanischer American-Football-Spieler († 1988)
- 12. April: Ján Cífka, tschechoslowakischer Skisportler († 1978)
- 12. April: Franz Kapus, Schweizer Bobfahrer († 1981)
- 12. April: Jean Trémoulet, französischer Automobilrennfahrer und Widerstandskämpfer († 1944)
- 14. April: Jessie Cross, US-amerikanische Leichtathletin († 1986)
- 18. April: Margaret Cooper, britische Schwimmerin († 2002)
- 18. April: Dolf van der Scheer, niederländischer Eisschnellläufer († 1966)
- 19. April: Conel Hugh O’Donel Alexander, irischer Schachmeister († 1974)
- 19. April: Albert Schumburg, deutscher Schwimmer und Wasserballspieler († 1967)
- 20. April: William Eaton, britischer Leichtathlet († 1938)
- 23. April: Niilo Hartikka, finnischer Leichtathlet († 1998)
- 24. April: Konrad Frey, deutscher Kunstturner († 1974)
- 27. April: Bob Wyman, britischer Eishockeyspieler und Eisschnellläufer († 1978)
- 28. April: Miles Bellville, britischer Segler († 1980)
- 28. April: Heinz Steinschulte, deutscher Basketballspieler († unbekannt)
- 28. April: Hans Zehetmayer, österreichischer Boxer († 1945)

### Mai
- 01. Mai: Hans Walla, österreichischer Gewichtheber († 1978)
- 03. Mai: Luigi Bernasconi, italienischer Skispringer († 1970)
- 04. Mai: Ab Tresling, niederländischer Hockeyspieler († 1980)
- 07. Mai: Lou Dijkstra, niederländischer Eisschnellläufer († 1964)
- 07. Mai: Erich Metze, deutscher Radrennfahrer († 1952)
- 08. Mai: Stanisław Karpiel, polnischer Skilangläufer († 1992)
- 12. Mai: Jaroslav Feistauer, tschechoslowakischer Skisportler († unbekannt)
- 14. Mai: Godfrey Rampling, britischer Leichtathlet († 2009)
- 15. Mai: Axel Östrand, schwedischer Skispringer († 2005)
- 16. Mai: Luigi Villoresi, italienischer Formel-1-Rennfahrer († 1997)
- 17. Mai: Karl Schäfer, österreichischer Eiskunstläufer († 1976)
- 17. Mai: Werner Widmayer, deutscher Fußballnationalspieler († 1942)
- 18. Mai: Harold Devine, US-amerikanischer Boxer († 1998)
- 18. Mai: Fred Perry, britischer Tischtennis- und Tennisspieler († 1995)
- 20. Mai: Arthur Sweeney, britischer Leichtathlet († 1940)
- 21. Mai: Frank Crowley, US-amerikanischer Leichtathlet († 1980)
- 23. Mai: Werner Wittig, deutscher Radsportler († 1992)
- 26. Mai: Matt Busby, schottischer Fußballspieler und Trainer († 1994)
- 27. Mai: Don Finlay, britischer Leichtathlet († 1970)
- 27. Mai: Joseph Schauers, US-amerikanischer Ruderer († 1987)
- 28. Mai: Francis Walter, britischer Skilangläufer († 2002)
- 30. Mai: Freddie Frith, britischer Motorradrennfahrer († 1988)
- 30. Mai: Clóvis Raposo, brasilianischer Leichtathlet († 1963)
- 31. Mai: Milt Gantenbein, US-amerikanischer American-Football-Spieler († 1988)
- 31. Mai: Joseph Schleimer, kanadischer Ringer und Ringertrainer († 1988)
- 31. Mai: Thor Thorvaldsen, norwegischer Segler († 1987)

### Juni
- 02. Juni: Maurice Renaud, französischer Radrennfahrer († 1968)
- 02. Juni: Yoshioka Takayoshi, japanischer Leichtathlet († 1984)
- 03. Juni: Karl Bohmann, österreichischer Motorradrennfahrer († 1999)
- 05. Juni: Sylvio Padilha, brasilianischer Leichtathlet († 2002)
- 07. Juni: William Dupree, US-amerikanischer Bobfahrer († 1955)
- 10. Juni: Elisabeth Oestreich, deutsche Leichtathletin († 1994)
- 12. Juni: Pál Dunay, ungarischer Fechter († 1993)
- 12. Juni: Eleanor Saville, US-amerikanische Schwimmerin († 1998)
- 13. Juni: Hans Maier, deutscher Ruderer († 1943)
- 14. Juni: Olle Bexell, schwedischer Leichtathlet († 2003)
- 15. Juni: Peter Clentzos, US-amerikanischer Leichtathlet († 2006)
- 18. Juni: Henri Lemoine, französischer Radrennfahrer († 1991)
- 19. Juni: Robert Vintousky, französischer Leichtathlet († 1995)
- 24. Juni: Reni Erkens, deutsche Schwimmerin († 1987)
- 25. Juni: Jan Scheere, belgischer Moderner Fünfkämpfer († 1977)
- 26. Juni: Max Eisinger, deutscher Schachspieler († 1989)
- 28. Juni: Kimura Kazuo, japanischer Leichtathlet († unbekannt)

### Juli
- 01. Juli: Emmett Toppino, US-amerikanischer Leichtathlet († 1971)
- 04. Juli: Werner Bürki, Schweizer Ringer und Schwinger († 1979)
- 05. Juli: Dennis Horn, britischer Radrennfahrer († 1974)
- 06. Juli: Jean Taris, französischer Schwimmer († 1977)
- 07. Juli: Gottfried von Cramm, deutscher Tennisspieler († 1976)
- 09. Juli: Sven Jonasson, schwedischer Fußballspieler und -trainer († 1984)
- 09. Juli: Max Klankermeier, deutscher Motorrad- und Automobilrennfahrer († 1996)
- 10. Juli: Siegfried Reiner, deutscher Basketballspieler und -funktionär († 1982)
- 12. Juli: Valerio Perentin, italienischer Ruderer († 1998)
- 12. Juli: Frank Stubbs, US-amerikanischer Eishockeyspieler († 1993)
- 13. Juli: Joel Ramqvist, schwedischer Kanute († 2001)
- 13. Juli: Baruch Harold Wood, englischer Schachmeister († 1989)
- 14. Juli: Raúl Landini, argentinischer Boxer († 1988)
- 19. Juli: Pierre Alleene, französischer Gewichtheber († 1994)
- 19. Juli: Roelof Koops, niederländischer Eisschnellläufer († 2008)
- 21. Juli: Helmut Opschruf, deutscher Gewichtheber († 1992)
- 22. Juli: Daniel Barrow, US-amerikanischer Ruderer († 1993)
- 22. Juli: Lal Bokhari, indischer Hockeyspieler († 1959)
- 22. Juli: Dorino Serafini, italienischer Automobil- und Motorrad-Rennfahrer († 2000)
- 23. Juli: Lisa Gelius, deutsche Leichtathletin († 2006)
- 23. Juli: Otto Wachs, deutscher Regattasegler († 1998)
- 24. Juli: Enrico Garzelli, italienischer Ruderer († 1992)
- 24. Juli: George Saling, US-amerikanischer Leichtathlet († 1933)
- 24. Juli: Carlyle Tapsell, indischer Hockeyspieler († 1975)
- 25. Juli: Ernst Geerling, deutscher Leichtathlet († 1971)
- 25. Juli: Václav Hošek, tschechoslowakischer Leichtathlet († 1942)
- 25. Juli: Marcel Leclef, belgischer Bobfahrer († unbekannt)
- 25. Juli: Santiago Urtizberea, baskisch-spanischer Fußballspieler († 1985)
- 26. Juli: Erna Bürger, deutsche Kunstturnerin († 1958)
- 28. Juli: Adolf Martignoni, Schweizer Eishockeyspieler († 1989)
- 29. Juli: Marcel Vandernotte, französischer Ruderer († 1993)
- 30. Juli: Bob Lymburne, kanadischer Skispringer († unbekannt)
- 31. Juli: John Berger, schwedischer Skilangläufer († 2002)
- 31. Juli: Olivér Halassy, ungarischer Schwimmer und Wasserballspieler († 1946)

### August
- 01. August: Alfred Reul, polnischer Radrennfahrer († 1980)
- 02. August: Elbridge Ross, US-amerikanischer Eishockeyspieler († 1980)
- 03. August: Eduard Hundt, deutscher Fußballspieler († 2002)
- 04. August: James Brown, kanadischer Leichtathlet († 2000)
- 04. August: Glenn Cunningham, US-amerikanischer Leichtathlet († 1988)
- 04. August: Bobby Graham, britischer Leichtathlet († 1963)
- 05. August: Giovanni Cazzulani, italienischer Radrennfahrer († 1983)
- 09. August: Ivan Fuqua, US-amerikanischer Leichtathlet († 1994)
- 13. August: Wilhelmina von Bremen, US-amerikanische Leichtathletin († 1976)
- 14. August: Juan Carreño, mexikanischer Fußballspieler († 1940)
- 14. August: Aldo Masciotta, italienischer Fechter († 1996)
- 16. August: Ernst Moog, deutscher Fußballspieler († 1975)
- 20. August: Olga Rubzowa, russische Schachspielerin († 1994)
- 20. August: Martti Uosikkinen, finnischer Turner († 1940)
- 20. August: Konrad von Wangenheim, deutscher Reiter († 1953)
- 20. August: Montgomery Wilson, kanadischer Eiskunstläufer und Eiskunstlauftrainer († 1964)
- 25. August: Alberto Ghilardi, italienischer Radrennfahrer († 1971)
- 25. August: Eileen Hiscock, britische Leichtathletin († 1958)
- 27. August: Sylvère Maes, belgischer Radrennfahrer († 1966)
- 27. August: Leo Sexton, US-amerikanischer Leichtathlet († 1968)
- 28. August: Ralph Kilner Brown, britischer Leichtathlet († 2003)

### September
- 02. September: John Cookman, US-amerikanischer Eishockeyspieler († 1982)
- 03. September: Georges Guillez, französischer Leichtathlet († 1993)
- 04. September: Werner Böttcher, deutscher Leichtathlet († 1944)
- 05. September: Vlasta Děkanová, tschechoslowakische Geräteturnerin († 1974)
- 06. September: Michael Galitzen, US-amerikanischer Wasserspringer († 1959)
- 06. September: Severino Minelli, Schweizer Fußballspieler († 1994)
- 07. September: Friedrich Scherfke, polnischer Fußballspieler († 1983)
- 08. September: Alfred Kunze, Dozent für Fußball an der DHfK Leipzig und Fußballtrainer († 1996)
- 08. September: Józef Noji, polnischer Leichtathlet († 1943)
- 08. September: Hermann Steuri, Schweizer Bergführer und Skirennfahrer († 2001)
- 09. September: Arthur Jonath, deutscher Leichtathlet († 1963)
- 09. September: Wiktor Olecki, polnischer Radrennfahrer († 1981)
- 10. September: Evelyne Hall, US-amerikanische Leichtathletin und Olympionikin († 1993)
- 11. September: Henri LaBorde, US-amerikanischer Leichtathlet († 1993)
- 14. September: Peter Markham Scott, britischer Segler († 1989)
- 15. September: Carlos Hofmeister, argentinischer Leichtathlet († 1974)
- 16. September: Jón Ingi Guðmundsson, isländischer Wasserballspieler († 1989)
- 17. September: Omero Bonoli, italienischer Turner († 1985)
- 22. September: Gottfried von Meiss, Schweizer Fechter († 2000)
- 23. September: Héctor Berra, argentinischer Leichtathlet († 1977)
- 24. September: Ewald Mertens, deutscher Leichtathlet († 1965)
- 24. September: Edmund Zieliński, polnischer Eishockeyspieler († 1992)
- 25. September: Ernest Peirce, südafrikanischer Boxer († 1998)
- 27. September: Werner Scheurmann, Schweizer Handballspieler († unbekannt)
- 28. September: Lauri Valonen, finnischer Skisportler († 1982)
- 29. September: Abraham Tokazier, finnischer Sprinter († 1976)
- 30. September: Henry Pearce, australisch-kanadischer Ruderer († 1976)
- 30. September: Giovanni Plazzer, italienischer Ruderer († 1983)
- 30. September: Hilda Smith, britische Turnerin († 1995)

### Oktober
- 01. Oktober: Augusto Gerosa, italienischer Eishockeytorhüter († 1982)
- 01. Oktober: Édouard Marcelle, französischer Ruderer († 2001)
- 01. Oktober: Juan Morales, mexikanischer Leichtathlet († unbekannt)
- 06. Oktober: Werner Spannagel, deutscher Boxer († 1943)
- 07. Oktober: Gyula Bóbis, ungarischer Ringer († 1972)
- 08. Oktober: Bill Hewitt, US-amerikanischer American-Football-Spieler († 1947)
- 11. Oktober: Charles Rampelberg, französischer Radrennfahrer († 1982)
- 12. Oktober: Aleksejs Jurjevs, lettischer Radrennfahrer († 1985)
- 14. Oktober: Bernd Rosemeyer, deutscher Automobil- und Motorradrennfahrer († 1938)
- 15. Oktober: Samuel Balter, US-amerikanischer Basketballspieler und Sportreporter († 1998)
- 15. Oktober: Eric Ny, schwedischer Leichtathlet († 1945)
- 19. Oktober: Frank Connell, US-amerikanischer Radrennfahrer († 2002)
- 20. Oktober: José Farías Ríos, peruanischer Leichtathlet († 1964)
- 21. Oktober: Frank Brewin, indischer Hockeyspieler († 1976)
- 21. Oktober: Emmanuel Goldsmith, Schweizer Leichtathlet († 1990)
- 21. Oktober: Hans Schneider, deutscher Wasserballspieler († 1972)
- 21. Oktober: Ivan Valant, jugoslawischer Radrennfahrer († 1999)
- 24. Oktober: Bill Carr, US-amerikanischer Sprinter und Olympiasieger († 1966)
- 25. Oktober: Edward Flynn, US-amerikanischer Boxer († 1976)
- 25. Oktober: Liu Changchun, chinesischer Leichtathlet († 1983)
- 26. Oktober: Detlef Okrent, deutscher Hockeyspieler († 1983)
- 27. Oktober: Florence MacDonald, US-amerikanische Leichtathletin († 2008)
- 28. Oktober: James Blair, US-amerikanischer Ruderer († 1992)
- 29. Oktober: Ivan Bek, jugoslawisch-französischer Fußballspieler († 1963)
- 29. Oktober: Raúl Villarreal, argentinischer Boxer († unbekannt)
- 29. Oktober: Frank Wykoff, US-amerikanischer Leichtathlet († 1980)
- 31. Oktober: Robert Van Zeebroeck, belgischer Eiskunstläufer († 1991)

### November
- 02. November: Norwood Hallowell, US-amerikanischer Leichtathlet († 1979)
- 02. November: Boško Milenković, jugoslawischer Automobilrennfahrer († 1955)
- 02. November: Vladimír Vaina, tschechoslowakischer Ruderer († 1996)
- 03. November: Maiola Kalili, US-amerikanischer Schwimmer († 1972)
- 06. November: Marjorie Clark, südafrikanische Leichtathletin († 1993)
- 08. November: Endre Madarász, ungarischer Leichtathlet († 1976)
- 09. November: Arturo Maffei, italienischer Leichtathlet († 2006)
- 11. November: Piero Scotti, italienischer Automobilrennfahrer († 1976)
- 14. November: Pekka Niemi, finnischer Skilangläufer († 1993)
- 15. November: Auguste Hargus, deutsche Leichtathletin († 1995)
- 18. November: Marco Peltzer, belgischer Eishockeyspieler († 1983)
- 19. November: Erik Persson, schwedischer Fußball-, Bandy- und Eishockeyspieler († 1989)
- 21. November: Hermann Paul Müller, deutscher Automobil- und Motorradrennfahrer († 1975)
- 23. November: Inge Machts, deutsche Leichtathletin († 1999)
- 24. November: Otto Adam, deutscher Fechter († 1977)
- 26. November: Fritz Buchloh, deutscher Fußballspieler († 1998)
- 29. November: Noël de Mille, kanadischer Ruderer († 1995)
- 29. November: Stefan Skoumal, deutscher und österreichischer Fußballspieler († 1983)

### Dezember
- 01. Dezember: Enrique Pereira, uruguayischer Wasserballspieler († 1983)
- 01. Dezember: Hans-Heinrich Sievert, deutscher Leichtathlet und Olympiateilnehmer († 1963)
- 02. Dezember: Pietro Arcari, italienischer Fußballspieler († 1988)
- 02. Dezember: Arvo Askola, finnischer Leichtathlet († 1975)
- 03. Dezember: Arne Berg, schwedischer Radrennfahrer († 1997)
- 04. Dezember: Marcel Guimbretiere, französischer Radrennfahrer († 1970)
- 05. Dezember: Wilhelm Müller, deutscher Feldhandballspieler († 1984)
- 05. Dezember: Herman Murray, kanadischer Eishockeyspieler († 1998)
- 05. Dezember: Juan Terrazas, mexikanischer Fußballspieler († 1947)
- 06. Dezember: Ernest Crosbie, US-amerikanischer Leichtathlet († 1979)
- 06. Dezember: Karl Vilmundarson, isländischer Leichtathlet († 1983)
- 06. Dezember: Karl Wyss, Schweizer Moderner Fünfkämpfer († 1947)
- 07. Dezember: Hack Simpson, kanadischer Eishockeyspieler († 1978)
- 07. Dezember: Matthias Wörndle, deutscher Skilangläufer und -bergsteiger († 1942)
- 09. Dezember: Leonhard Joa, deutscher Automobilrennfahrer († 1981)
- 09. Dezember: José Mazzini, peruanischer Radrennfahrer († unbekannt)
- 10. Dezember: Walter Bach, Schweizer Turner († unbekannt)
- 11. Dezember: John Wyer, britischer Motorsportteameigner und Rennleiter († 1989)
- 12. Dezember: Elis Wiklund, schwedischer Skilangläufer († 1982)
- 13. Dezember: Eugen Bjørnstad, norwegischer Automobilrennfahrer († 1992)
- 13. Dezember: George Christensen, US-amerikanischer American-Football-Spieler († 1968)
- 15. Dezember: Frank Henry, US-amerikanischer Reiter († 1989)
- 15. Dezember: Toni Zeller, deutscher Skilangläufer und Skispringer († 1962)
- 17. Dezember: Edward Smouha, britischer Sprinter († 1992)
- 21. Dezember: Erik Haps, belgischer Motorradrennfahrer († 1934)
- 21. Dezember: Hermann Heemsoth, deutscher Fernschachgroßmeister († 2006)
- 22. Dezember: Agnete Olsen, dänische Schwimmerin († 1997)
- 22. Dezember: Gerd Völs, deutscher Ruderer († 1991)
- 25. Dezember: Thomas Webster, US-amerikanischer Segler († 1981)
- 26. Dezember: Oldřich Nejedlý, tschechoslowakischer Fußballspieler († 1990)
- 27. Dezember: Lou Brero, US-amerikanischer Automobilrennfahrer († 1957)
- 28. Dezember: Jacomina van den Berg, niederländische Turnerin († 1996)
- 28. Dezember: Albert Steinmetz, deutscher Leichtathlet († 1984)

### Datum unbekannt
- Friedrich Horn, deutscher Hockeyspieler († unbekannt)
- Charly Jellen, österreichischer Automobilrennfahrer und Unternehmer († 1934)
- Jack Standen, australischer Bahnradsportler († 2003)
- Georg Strobel, deutscher Turner († unbekannt)
- Tsubokawa Takemitsu, japanischer Skisportler († 1940)
- Silvio Vailati, italienischer Motorradrennfahrer († 1940)

## Gestorben
- 27. Februar: Artúr Coray, ungarischer Leichtathlet (* 1881)
- 08. März: Léon Théry, französischer Automobilrennfahrer (* 1879)
- 12. Mai: Bertha Townsend, US-amerikanische Tennisspielerin (* 1869)
- 21. Juli: Karel Verbist, belgischer Radrennfahrer (* 1883)
- 22. September: Axel Jansson, schwedischer Sportschütze (* 1882)
- 01. Dezember: Carl Holmberg, schwedischer Turner (* 1884)